# Jigoku no sata mo yome shidai
Jigoku no sata mo yome shidai (Mの悲劇?), noto anche con il titolo internazionale Wives Make the World Go Round, è una serie televisiva giapponese del 2007.

## Trama
Shiro si innamora di Makoto, e poco più di anno dopo decide di sposarla. Quando tuttavia l'uomo presenta la moglie alla madre Chiyoko, iniziano i primi problemi: Makoto è infatti dedita esclusivamente al lavoro, mentre la madre di Shiro vorrebbe che – come lei aveva a suo tempo fatto – pensasse al marito e alla futura famiglia.